# Борки (Сланцевский район)
Борки — деревня в Выскатском сельском поселении Сланцевского района Ленинградской области.

## История
Деревня Борки упоминается на карте Санкт-Петербургской губернии Ф. Ф. Шуберта 1834 года.

БОРКИ — деревня принадлежит ведомству Павловского городового правления, число жителей по ревизии: 54 м. п., 59 ж. п. (1838 год)

БОРКИ — деревня Павловского городового правления, по просёлочной дороге, число дворов — 13, число душ — 48 м. п. (1856 год)

БОРКИ — деревня Павловского городового правления при колодцах, число дворов — 13, число жителей: 49 м. п., 50 ж. п.; Часовня православная. (1862 год) 

В XIX — начале XX века деревня административно относилась к Выскатской волости 1-го земского участка 1-го стана Гдовского уезда Санкт-Петербургской губернии.
Согласно Памятной книжке Санкт-Петербургской губернии 1905 года деревня Борки входила в Рудненское сельское общество.

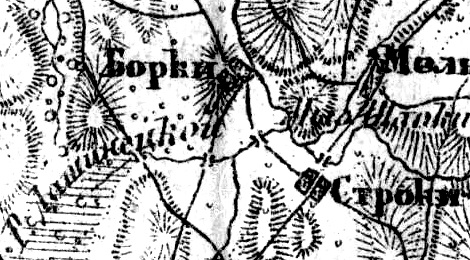
Деревня Борки на карте 1919 года

По данным 1933 года деревня Борки входила в состав Выскатского сельсовета Рудненского района.
По состоянию на 1 августа 1965 года деревня Борки входила в состав Выскатского сельсовета Кингисеппского района.
По данным 1973 и 1990 годов деревня Борки входила в состав Выскатского сельсовета Сланцевского района.
В 1997 году в деревне Борки Выскатской волости проживали 26 человек, в 2002 году — 24 человека (русские — 96 %).
В 2007 и 2010 годах в деревне Борки Выскатского СП проживали 22, в 2011 году — 27, в 2012 году — 22, в 2013 году — 20, в 2014 году — 17 человек.

## География
Деревня расположена в южной части района на автодороге 41К-188 (Гостицы — Большая Пустомержа).
Расстояние до административного центра поселения — 1,5 км.
Расстояние до ближайшей железнодорожной платформы Сланцы — 24 км.
Через деревню протекает река Кушелка.

## Демография
| 1862 | 2007 | 2010 | 2017 |
| ---- | ---- | ---- | ---- |
| 47   | ↘22  | →22  | ↘14  |

## Инфраструктура
На 2014 год в деревне было зарегистрировано десять домохозяйств.